# 1815
1815 (MDCCCXV) byl rok, který dle gregoriánského kalendáře započal nedělí.

## Události

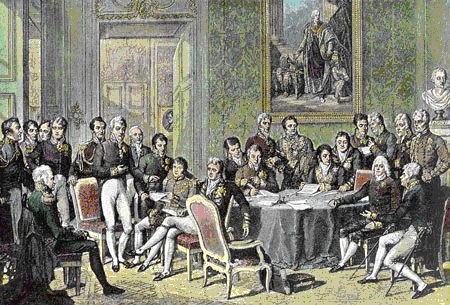
Vídeňský kongres (1814–1815)

- 26. února – Napoleon Bonaparte uprchl z vyhnanství na Elbě.
- 20. března – Napoleon Bonaparte vstoupil do Paříže a začalo tzv. stodenní císařství.
- 10. dubna – Po erupci indonéské sopky Tambora zahynuly desítky tisíc lidí a následné ochlazení po celé Zemi způsobilo neúrodu.
- 23. dubna – Začalo druhé srbské povstání.
- 2.–3. května – Rakouská armáda zvítězila nad neapolskou v bitvě u Tolentina (Neapolská válka).
- 3. května – Rozhodnutím Vídeňského kongresu vzniklo jako pozůstatek Varšavského knížectví Svobodné město Krakov.
- 8. června – Na Vídeňském kongresu byl jako náhrada za zaniklou Svatou říši římskou či Rýnský spolek založen Německý spolek, do kterého patřilo i Rakouské císařství s Českými zeměmi.
- 18. června – Armády protinapoleonské koalice porazily francouzskou armádu v bitvě u Waterloo, klíčové bitvě napoleonských válek.
- 9. června – Po více než osmi měsících byl ukončen ukončení Vídeňský kongres, který nastolil politickou rovnováhu v Evropě (Koncert velmocí).
- 7. července – Pruská armáda vstoupila do Paříže.
- 26. září – Zástupci Ruska, Rakouska a Pruska v Paříži podepsali vznik spojenectví Svatá aliance.
- 6. listopadu – Ve Vídni byla založena Technická univerzita.
- 20. listopadu – Pařížskou mírovou smlouvou stanovila protifrancouzská koalice Francii válečné reparace, pobyt okupačního vojska a hranice země dle stavu v roce 1789.
- 23. listopadu – Na Karlově mostě v Praze bylo zrušeno vybírání mýtného.[1]
- Spojením bývalého Rakouského Nizozemí a Spojených provincií nizozemských vzniklo Spojené království nizozemské s králem Vilémem I.
- Nizozemci postoupili Kapskou kolonii Britům.

### Probíhající události
- 1803–1815 – Napoleonské války
- 1810–1821 – Mexická válka za nezávislost
- 1812–1815 – Britsko-americká válka
- 1814–1815 – Vídeňský kongres
- 1815–1817 – Druhé srbské povstání

## Vědy a umění
- 24. září – Mechanik pražské polytechniky Josef Božek předvedl v Královské oboře veřejnosti vůz poháněný parním strojem.[1]
- Francouzský fyziolog François Magendie vedl komisi, která zkoumala, zda lze z masovitého gelovitého extraktu připravit výživnou potravinu pro hladovějící Francii. Tento nápad neuspěl, ale Magendie se zabýval dál zkoumáním látek obsahujících dusík, které, jak zjistil, jsou pro živé tělo nepostradatelné. Byly to bílkoviny. Magendie se tak stal jedním ze zakladatelů „moderní vědy o výživě.“
- Britský vědec Peter Roget vynalezl logaritmické pravítko, které umožňovalo počítání logaritmů, což umožňovalo přímé umocňování a odmocňování.

## Narození

### Česko

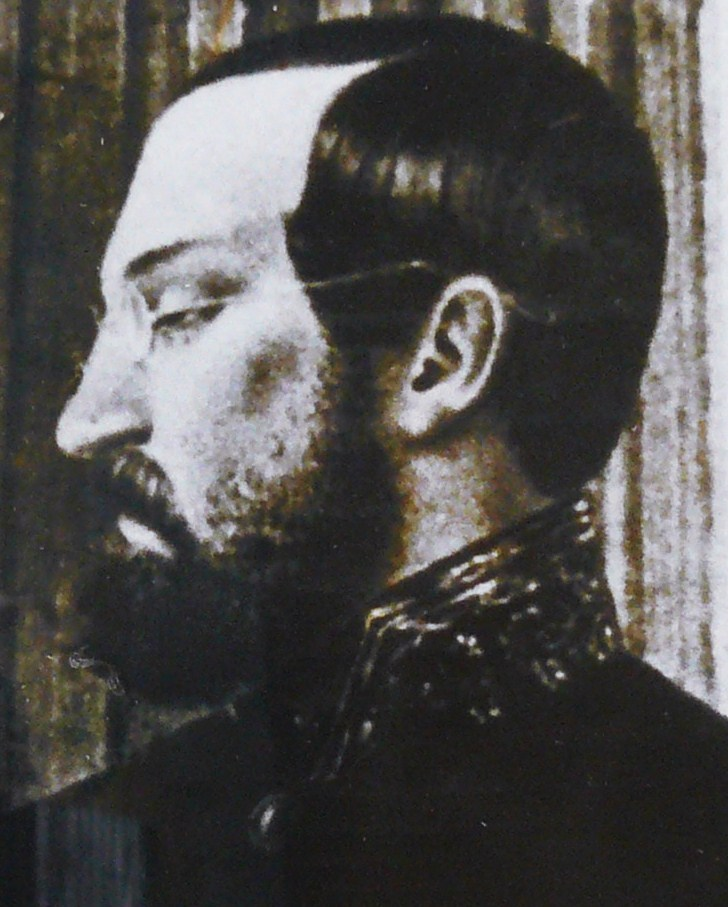
Jan Perner (* 7. září)

- 2. ledna – Athanasius Bernhard, opat kláštera v Oseku u Duchcova († 18. března 1875))
- 3. ledna – Tomáš Vorbes, pedagog († 10. května 1888)
- 21. ledna – Ernst Mayer, poslanec Českého zemského sněmu a Říšské rady, starosta Prachatic († 12. března 1891)
- 23. ledna – Jiří Macourek, fagotista a hudební skladatel († po roce 1863)
- 29. ledna – Beda Dudík, kněz, církevní historik († 18. ledna 1890)
- 31. ledna – Martin Stelzer, plzeňský stavitel († 3. srpna 1894)
- 3. února – Matěj Mikšíček, novinář, sběratel lidové tvorby a spisovatel († 12. března 1892)
- 8. března – Magdalena Hynková, herečka († 9. dubna 1883)
- 27. března – Josef Walter, pedagog († 16. června 1890)
- 31. března – František Hajniš, básník († 27. prosince 1885)
- 2. dubna – Alois Pravoslav Trojan, právník a politik († 9. února 1893)
- 3. dubna – Vincenc Bradáč, kněz, odborník na církevní hudbu a politik († 9. února 1874)
- 16. dubna – Josef Fischer, lékař a národní buditel († 11. července 1894)
- 15. května – Alfred Skene, brněnský starosta († 15. května 1887)
- 29. května
  - Antonín Jaroslav Vrťátko, spisovatel († 19. prosince 1892)
  - Leopold von Dittel, lékař, zakladatel urologie († 28. července 1898)
  - Jan Malýpetr, učitel a propagátor tělocviku († 31. ledna 1899)
- 30. května – August Jakub Rott, podnikatel, výrobce hudebních nástrojů († 30. června 1868)
- 11. června – Antonín Porák, lékař a politik († 6. května 1892)
- 19. července – František Alexandr Heber, pražský kupec a amatérský historik († 29. července 1849)
- 22. července – Josef Ehrenberger, kněz a spisovatel († 7. února 1882)
- 30. července – Karel Javůrek, malíř († 23. března 1909)
- 12. srpna – Ferdinand Spiegel-Diesenberg, šlechtic, velkostatkář a poslanec Moravského zemského sněmu († 23. července 1877)
- 29. srpna – Franz Eduard Strache, podnikatel, novinář, fotograf a politik († 22. ledna 1894)
- 7. září – Jan Perner, projektant a stavitel železnic († 10. září 1845)
- 3. listopadu – František Tomáš Bratránek, literární vědec a spisovatel († 2. srpna 1884)
- 18. prosince – Jan Bělský, architekt a stavitel († 7. února 1880)

### Svět

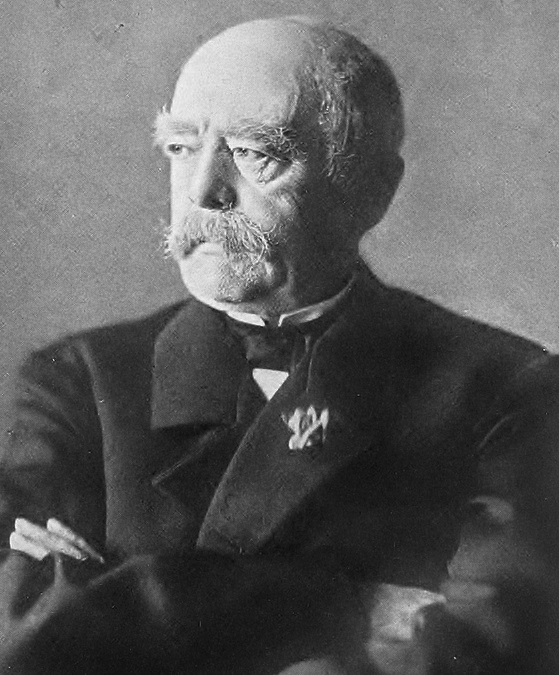
Otto von Bismarck (* 1. dubna)

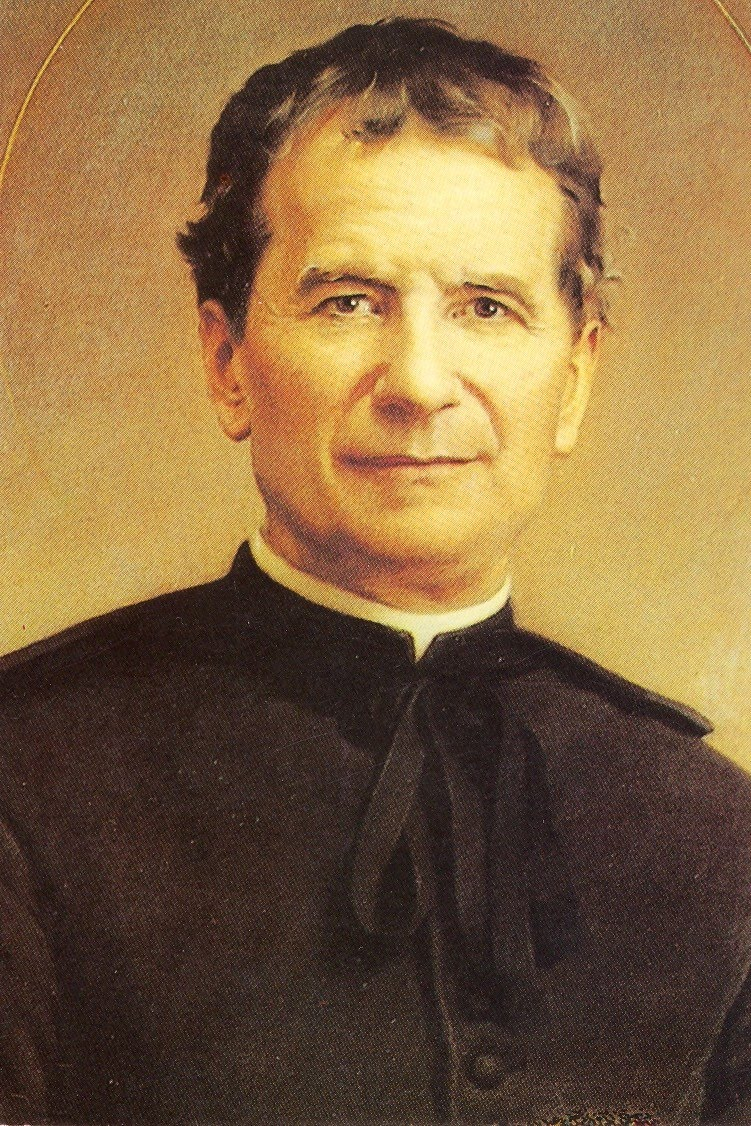
Jan Bosco (* 16. srpna)

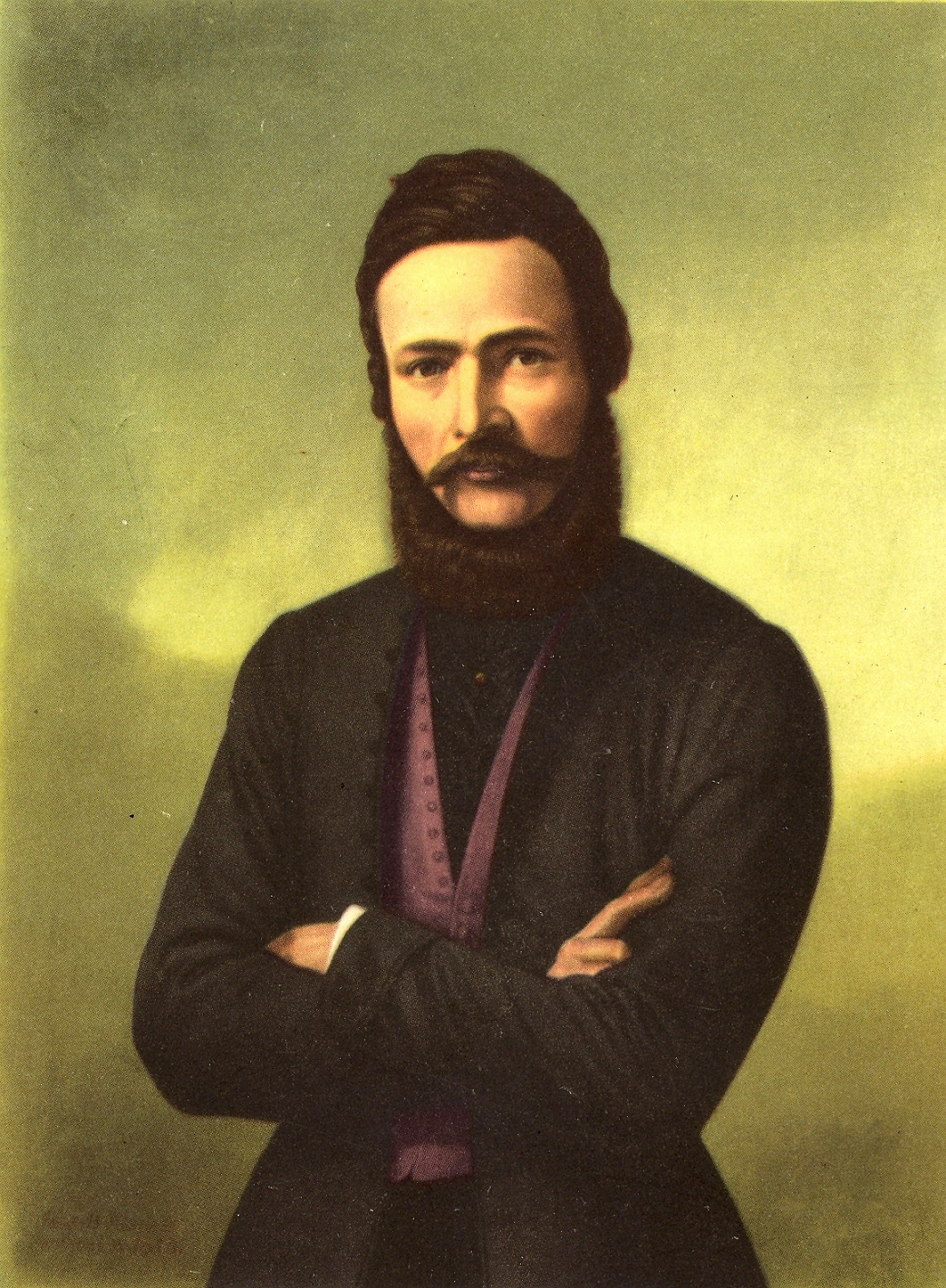
Ľudovít Štúr (* 28. října)

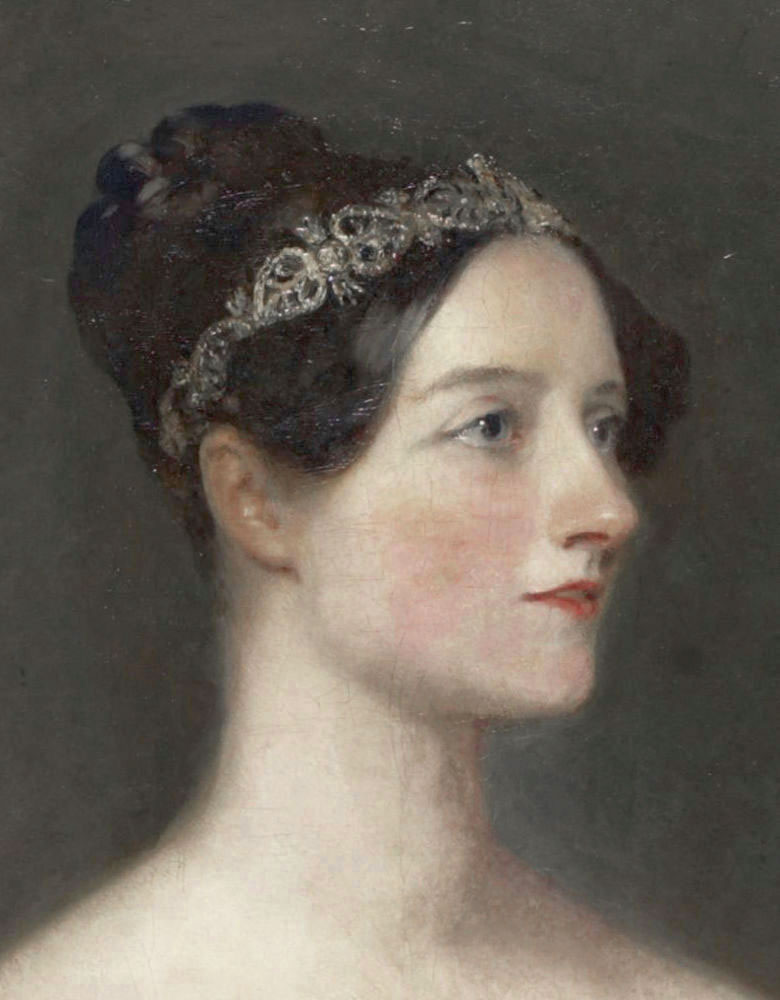
Ada Lovelace (* 10. prosince)

- 9. ledna – Frederik Ferdinand Petersen, dánský fotograf († 18. prosince 1898)
- 11. ledna – John Alexander Macdonald, první ministerský předseda Kanady († 6. června 1891)
- 18. ledna – Konstantin von Tischendorf, saský teolog († 7. prosince 1874)
- 25. ledna – Bertha Wehnert-Beckmann, německá fotografka († 6. prosince 1901)
- 4. února – Josip Juraj Strossmayer, chorvatský teolog, spisovatel a politik († 8. května 1905)
- 12. února – Hermann Goedsche, německý spisovatel (pseudonym John Retcliffe) († 8. listopadu 1878)
- 13. února
  - Anna Ottendorfer, německá filantropka a vydavatelka († 1. dubna 1884)
  - Rufus Wilmot Griswold, americký básník († 27. srpna 1857)
- 21. února – Ernest Meissonier, francouzský malíř a sochař († 31. ledna 1891)
- 23. února – Franz Antoine, rakouský botanik a fotograf († 11. března 1886)
- 8. března – Jean-Delphin Alard, francouzský houslista a hudební skladatel († 22. února 1888)
- 15. března – John Heneage Jesse, anglický historik († 7. července 1874)
- 1. dubna – Otto von Bismarck, německý kancléř († 30. července 1898)
- 8. dubna – Andrew Graham, irský astronom († 5. listopadu 1908)
- 19. dubna – Johann von Wagner, ministr zeměbrany Předlitavska († 1894)
- 22. dubna – Wilhelm Peters, německý přírodovědec († 20. dubna 1883)
- 24. dubna – Anthony Trollope, anglický romanopisec († 6. prosince 1882)
- 27. dubna – Heinrich von Scholl, ministr zeměbrany Předlitavska († 15. května 1879)
- 12. května – Benjamin Brecknell Turner, britský fotograf († 29. dubna1894)
- 18. května – James Bicheno Francis, anglický inženýr a vynálezce († 18. září 1892)
- 1. června – Ota I. Řecký, řecký král († 26. července 1867)
- 11. června – Julia Margaret Cameronová, britská fotografka († 26. ledna 1879)
- 12. června – James Valentine, skotský fotograf († 19. června 1880)
- 18. června
  - Ludwig von der Tann-Rathsamhausen, bavorský generál († 26. dubna 1881)
  - Alžběta Pruská, hesenská princezna († 21. března 1885)
- 4. července – Pavel Fedotov, ruský malíř († 26. listopadu 1852)
- 24. července – Arnauld Michel d'Abbadie, francouzský cestovatel a kartograf († 18. listopadu 1893)
- 1. srpna – Richard Henry Dana, Jr., americký právník, politik a spisovatel († 6. ledna 1882)
- 10. srpna – August Carl Haun, německý malíř, rytec a litograf († 1894)
- 14. srpna – Alois Löcherer, německý fotograf († 15. července 1862)
- 16. srpna – Jan Bosco, italský katolický kněz († 31. ledna 1888)
- 31. srpna – Heinrich Ernst Beyrich, německý geolog a paleontolog († 9. července 1896)
- 7. září – John McDouall Stuart, skotský cestovatel († 5. června 1866)
- 21. září – Paul Rudolf von Bilguer, německý šachový mistr († 16. září 1840)
- 29. září – Andreas Achenbach, německý malíř († 1. dubna 1910)
- 16. října – Franz Dittrich, anatom, patolog, rektor univerzity v Erlangenu († 29. srpna 1859)
- 27. října – Friedrich Karl Wunder, německý litograf a fotograf († 30. prosince 1893)
- 29. října – Ľudovít Štúr, slovenský politik, jazykovědec, učitel, spisovatel a novinář († 12. ledna 1856)
- 31. října
  - Andrew Jackson Downing, americký zahradní architekt († 28. července 1852)
  - Karl Weierstrass, německý matematik († 19. února 1897)
- 1. listopadu – Crawford Long, americký lékař a farmakolog († 16. června, 1878)
- 2. listopadu – George Boole, britský matematik († 8. prosince 1864)
- 20. listopadu – Franz von John, ministr války Rakouska-Uherska († 25. května 1876)
- 3. prosince – Louis de Loménie, francouzský spisovatel († 2. dubna 1878)
- 8. prosince – Adolf von Menzel, německý malíř († 9. února 1905)
- 10. prosince – Ada Lovelace anglická hraběnka († 27. listopadu 1852)
- 21. prosince – Thomas Couture, francouzský malíř († 30. března 1879)
- 22. prosince
  - Johann Jakob Bachofen, švýcarský právník a historik († 25. prosince 1887)
  - Marmaduke Wyvill, anglický politik a šachový mistr († 29. června 1896)
- ? – Kazimierz Grocholski, rakouský ministr pro haličské záležitosti († 10. prosince 1888)

## Úmrtí

### Česko

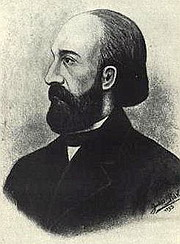
Jakub Jan Ryba († 26. října)

- 8. dubna – Jakub Jan Ryba, hudební skladatel (* 26. října 1765)
- 15. dubna – František Xaver Procházka, malíř (* 27. listopadu 1746)
- 25. prosince – Josef Mader, právník a numismatik (* 8. září 1754)
- ? – Jan František Majer, mistr kameník (* 1754)

### Svět
- 15. ledna – Lady Hamiltonová, milenka admirála Horatio Nelsona (* 26. dubna 1765)
- 31. ledna – Karolina Meineke, manželka anglického krále Viléma IV. (* 27. listopadu 1768)
- 24. února – Robert Fulton, americký vynálezce parníku (* 14. listopadu 1765)
- 26. února – Fridrich Josias Sasko-Kobursko-Saalfeldský, vojevůdce v rakouských službách, (* 26. prosince 1737)
- 5. března – Franz Anton Mesmer, švýcarský lékař (* 23. května 1734)
- 13. dubna – Edward Edwards, britský námořní důstojník a admirál (* 1742)
- 26. dubna – Carsten Niebuhr, německý zeměměřič a objevitel (* 17. března 1733)
- 1. června – Louis Berthier, francouzský napoleonský maršál (* 20. listopadu 1753)
- 18. června – Guillaume Philibert Duhesme, francouzský generál (* 7. července 1766)
- 4. července – Eberhard August Wilhelm von Zimmermann, německý geograf a zoolog (* 17. srpna 1743)
- 5. července – Maxmilian von Merveldt, rakouský generál a diplomat († 29. června 1770)
- 2. srpna – Guillaume Marie Anne Brune, francouzský napoleonský maršál (* 13. března 1763)
- 19. srpna – Charles de la Bédoyére, francouzský generál (* 17. dubna 1786)
- 9. září – John Singleton Copley, anglický malíř (* 3. července 1738)
- 13. října – Joachim Murat, král neapolský a sicilský, maršál Francie (* 25. března 1767)
- 22. října – Claude-Jacques Lecourbe, francouzský generál (* 22. února 1759)
- 7. prosince – Michel Ney, francouzský napoleonský maršál (* 10. ledna 1769)
- 23. prosince – Jan Potocki, polský spisovatel, historik a cestovatel (* 8. března 1761)
- ? – Lungtog Gjamccho, 9. tibetský dalajlama (* 1806)

## Hlavy států
- Francie – Ludvík XVIII. (1814–1815) do 20. března / Napoleon Bonaparte (1815) / Ludvík XVIII. (1815–1824) od 8. července
- Osmanská říše – Mahmut II. (1808–1839)
- Prusko – Fridrich Vilém III. (1797–1840)
- Rakouské císařství – František I. (1792–1835)
- Rusko – Alexandr I. (1801–1825)
- Spojené království – Jiří III. (1760–1820)
- Španělsko – Ferdinand VII. (1813–1833)
- Švédsko – Karel XIII. (1809–1818)
- USA – James Madison (1809–1817)
- Papež – Pius VII. (1800–1823)
- Japonsko – Kókaku (1780–1817)
- Lombardsko-benátské království – Jindřich XV. Reuss zu Plauen, poté hrabě Jindřich Jan